# Adolf Abel (Bildhauer)
Adolf Hermann Abel (* 10. September 1902 in Heidelberg; † nach April 1945) war ein deutscher Bildhauer, Zeichner, Modelleur und Bauplastiker.

## Leben
Adolf Abel entstammte einer alten Familie, in der mehrfach Bildhauer und Architekten zu verzeichnen sind. Er war das zweite von sechs Kindern des gleichnamigen Oberfinanzrates und der Johanna Abel, geb. Becker. Die Volksschule besuchte er von 1908 bis 1912 und wechselte dann in Heidelberg an das Großherzoglich-Badische vereinigte Gymnasium, wo er im März 1921 die Hochschulreife erlangte.
Er studierte von 1921 bis 1923 an der Badischen Landeskunstschule Karlsruhe in der Zeichenklasse von August Groh und in der Bildhauerklasse von Georg Schreyögg. Von 1923 bis 1928 studierte er in den Vereinigten Staatsschulen für Freie und Angewandte Kunst in Berlin-Charlottenburg. Seine dortigen Lehrer waren unter anderem Karl Hofer für Malerei, Kurt Kluge (Erzgießerei) und Ernst Henseler (Aktzeichnen), ferner gehörte er der Meisterschüler für Bildhauerei von Wilhelm Gerstel an. Seit 1926 hatte er in Berlin sein eigenes Atelier. Bekannt sind Studienaufenthalte 1929 als Stipendiat der Preußischen Akademie der Künste für die Deutsche Akademie Rom Villa Massimo sowie bis 1933 auch in Paris und Chartres.
Abel gehörte ab 1933 zu der Ateliergemeinschaft Klosterstraße an und zählte zu jenen Mitgliedern dort, die keinerlei Repressionen zu befürchten hatten. So erhielt er 1939/40 ein weiteres Stipendium für die Deutsche Akademie Rom Villa Massimo. Abel gestaltete vorwiegend Reliefs für die Bauten der Wehrmacht und die Reichsautobahn, meist in Zusammenarbeit mit Heinz Worner. Er stellte 15 Skulpturen auf den Großen Deutschen Kunstausstellungen zwischen 1937 und 1944 aus, lediglich 1939 war er nicht vertreten. Insgesamt beschickte er in der Zeit des Nationalsozialismus 45 Ausstellungen, nur dreizehn Künstler waren in diesen Jahren auf noch mehr Ausstellungen vertreten.
1945 wurde er zum Volkssturm eingezogen und gilt seit April 1945 als vermisst. Seinen letzten Brief an Angehörige verschickte er aus der Nähe von Prag.
Sein Nachlaß befindet sich im Deutschen Kunstarchiv.

## Werke (Auswahl)
- Liegender Jüngling, Gipsskulptur, 1930er Jahre[4]
- Sitzende Frau, Skulptur (auch auf Ansichtskarte)
- Stehendes Mädchen, Skulptur, Gips, Höhe 190 cm, 1937 in München ausgestellt[5]
- Ehrenmal für die alten Kämpfer (Denkmal für die Gefallenen der NSDAP), 1937 in Schwerin aufgestellt, 1945 zerstört (siehe Liste der Denkmäler, Brunnen und Skulpturen in Schwerin)[6]
- Weilbliche Halbfigur, Skulptur, Gips, 1938 in München ausgestellt[7]
- Stehender Jüngling, Skulptur, Gips, Höhe 63 cm, 1940 in München ausgestellt[8]
- Bildnis des Malers M. N., Kopf, Bronze, 1940 in München, 1942 in Berlin ausgestellt[9]
- Römisches Mädchen, Skulptur, 1941 in München ausgestellt (auch auf Ansichtskarte)[10][11]
- Abend, Skulptur, 1941 in München ausgestellt[12]
- Bogenschütze, Skulptur, 1941 in München ausgestellt (Käufer Albert Speer)[13]
- Der Morgen, Skulptur, 1942 in München ausgestellt[14]
- Wächter, Skulptur, 1942 in München ausgestellt[15]
- Stehendes Mädchen, Skulptur, 1943 in München ausgestellt[16]
- Mutter mit Kind, Skulpturengruppe, 1943 in München ausgestellt[17]
- Wettkämpfer, Skulptur, 1943 in München ausgestellt[18]
- Stehender Jüngling, Skulptur, Zink, Höhe 70 cm, 1944 in München ausgestellt (Käufer Martin Bormann)[19]
- Sitzende, Skulptur, Zink, Höhe 35 cm, 1944 in München ausgestellt[20]
- Nocturno, Skulptur, Höhe 210 cm, 1944 in München ausgestellt[21]

## Auszeichnungen
- 1929: Großer Kunstpreis der Stadt Berlin („Rom-Preis“, Stipendium für die Deutsche Akademie Rom Villa Massimo)[2]
- 1940: Preis für bildende Kunst der Stadt Berlin („Rom-Preis“, Stipendium für die Deutsche Akademie Rom Villa Massimo)[2]

## Gemeinschaftsausstellungen (Auswahl)
- 1923: Badischer Kunstverein, Karlsruhe[2]
- 1927: Schloss Berlin[2]
- 1928: Berlin[2]
- 1929: 56. Ausstellung der Berliner Secession, Berlin[22]
- 1934: Große Berliner Kunstausstellung[23]
- 1936: Galerie Karl Buchholz, Leipziger Straße 119–120, Berlin[24]
- 1936: Deutsche Graphik-Schau, Leipziger Kunstverein[24]
- 1937: Große Deutsche Kunstausstellung, München
- 1938: Große Deutsche Kunstausstellung, München
- 1939/40: Deutsche Akademie Rom Villa Massimo[24]
- 1940: Große Berliner Kunstausstellung[25]
- 1940: Große Deutsche Kunstausstellung, München
- 1941: Große Deutsche Kunstausstellung, München
- 1942: Große Deutsche Kunstausstellung, München
- 1942: Große Berliner Kunstausstellung[26]
- 1943: Große Deutsche Kunstausstellung, München
- 1944: Große Deutsche Kunstausstellung, München

posthum:
- 1951: Ausstellung mit Werken Adolf Abels, Werner Gotheims und Otto Neumanns (Heidelberger Kunstverein). Kurpfälzisches Museum Heidelberg[2]
- 1994: Ateliergemeinschaft Klosterstraße Berlin 1933–1945, Käthe Kollwitz Museum Köln, 1994[24]
- 1988: Ateliergemeinschaft Klosterstraße. Vom Stillen Kampf der Künstler, Galerie Mitte Berlin[2]
- 2013: Nur Skulptur!, Kunsthalle Mannheim[24]

## Publikationen (Auswahl)
- Über die Plastik der modernen Architektur. 1935.
- Von der Plastik des Reichssportfeldes. In: Baugilde, Ausg. 18, 1936, S. 957–975